# Schloss Poneggen
Das Schloss Poneggen ist ein ehemaliges kleines Schloss im Dorf Poneggen in der Gemeinde Schwertberg im Mühlviertel in Oberösterreich. Der adelige Sitz Poneggen wurde im 14. Jahrhundert erstmals genannt, das spätere Schloss im 18. Jahrhundert in eine Fabrik umgebaut. Heute wird das als „Das Stöckl“ bezeichnete Haus als Wohnhaus verwendet.

## Geschichte
Der Name Poneggen ist erstmals 1297 als Lehen beurkundet. Um 1380 wird ein Hans der Lasberger als Besitzer genannt, ansonsten sind aber keine Dokumente über ein etwaiges Schloss aus dieser Zeit erhalten. 1537 vermachte Hans Wankhammer das Gebäude an Hans und Michael Schätzl sowie Andre Stockinger. Diese Erben verkauften es am 9. März 1538 an die Brüder Hans, Lassla und Andreas Prager. 1598 vermachte Friedrich Prager († 1600) das Schloss seiner (dritten) Ehefrau Elisabeth Freiin von Roggendorf, die sich jedoch im Ausland befand. Da sie Protestantin war, verpachtete 1623 ihr Schwager Wilhelm von Starhemberg das Schloss an Christoph Ernst Kölnböck von Ottsdorf, der Pfleger der Herrschaft Schwertberg. 1635 ging es in den Besitz von Graf Leonhard Helfried von Meggau über, der 1644 starb. Die beiden Schlösser im Ort kamen an Susanne von Meggau, die sie in die Ehe mit dem Grafen Heinrich Wilhelm von Starhemberg einbrachte.
1651 folgte Johann Jakob Offner als Besitzer des Schlosses. 1655 brannte es fast vollständig ab, wurde in der Folgezeit wieder aufgebaut. Nach dem Tod Johanns ging das Schloss an den Grafen Johann Ferdinand von Salburg, der die beiden Herrschaften in Schwertberg vereinte. Nach ihm kamen Graf Lobgott von Kuefstein und Graf Gundacker von Thürheim als Besitzer. 1764 verkaufte Graf Thürheim das Schloss an eine Strumpffabrik, die das Schloss in ein kleines Fabrikgebäude umbaute. Die Fabrik existierte 1764 bis 1818. 1768 erhielt sie für 8 Jahre das Monopol für ihre Erzeugnisse von Kaiserin Maria Theresia. Als Besitzer des Schlosses scheinen auf: um 1770 ein Franz Güglleithner, bis 1798 ein Augustin Glück, bis 1803 Johann Kaspar Zötl und 1812 Johann Nepomuk Wildauer. Dessen Witwe verkaufte das Gebäude nach 1821 an Johann Pautsch. 1841 wurde Ferdinand Wall, 1899 Baronin Therese Schniter als Besitzer genannt und ab 1911 stand es im Familienbesitz der Grafen Hoyos. Aus deren Besitz ging es an Karl Lammerhuber über. Derzeit sind Mietwohnungen im ehemaligen Schloss untergebracht.

## Gebäude
Das Schloss besaß im Nordwesten einen früher freistehenden Turm, kaum höher als der Dachfirst. Der Turm ist als Anbau des Schlossgebäudes noch gut erkennbar. Eine Stiege im Turm verbindet die Schlossetagen. Der Türsturz der Eingangstür trägt die Jahreszahl 1531 (unsicher lesbar). An den Turm schließen gut erkennbar Arkadengänge an, nun zugemauert und mit Fenstern.
Wirtschaftshof, Umfassungsmauern oder Sonstiges fehlen vollständig. Das Schloss umgibt stattdessen ein geräumiger Parkplatz. Neuere Wohnhäuser kennzeichnen das weitere Umfeld. In den einzelnen Schlossetagen befinden sich Wohnungen. Der Bau steht unter Denkmalschutz (Listeneintrag).

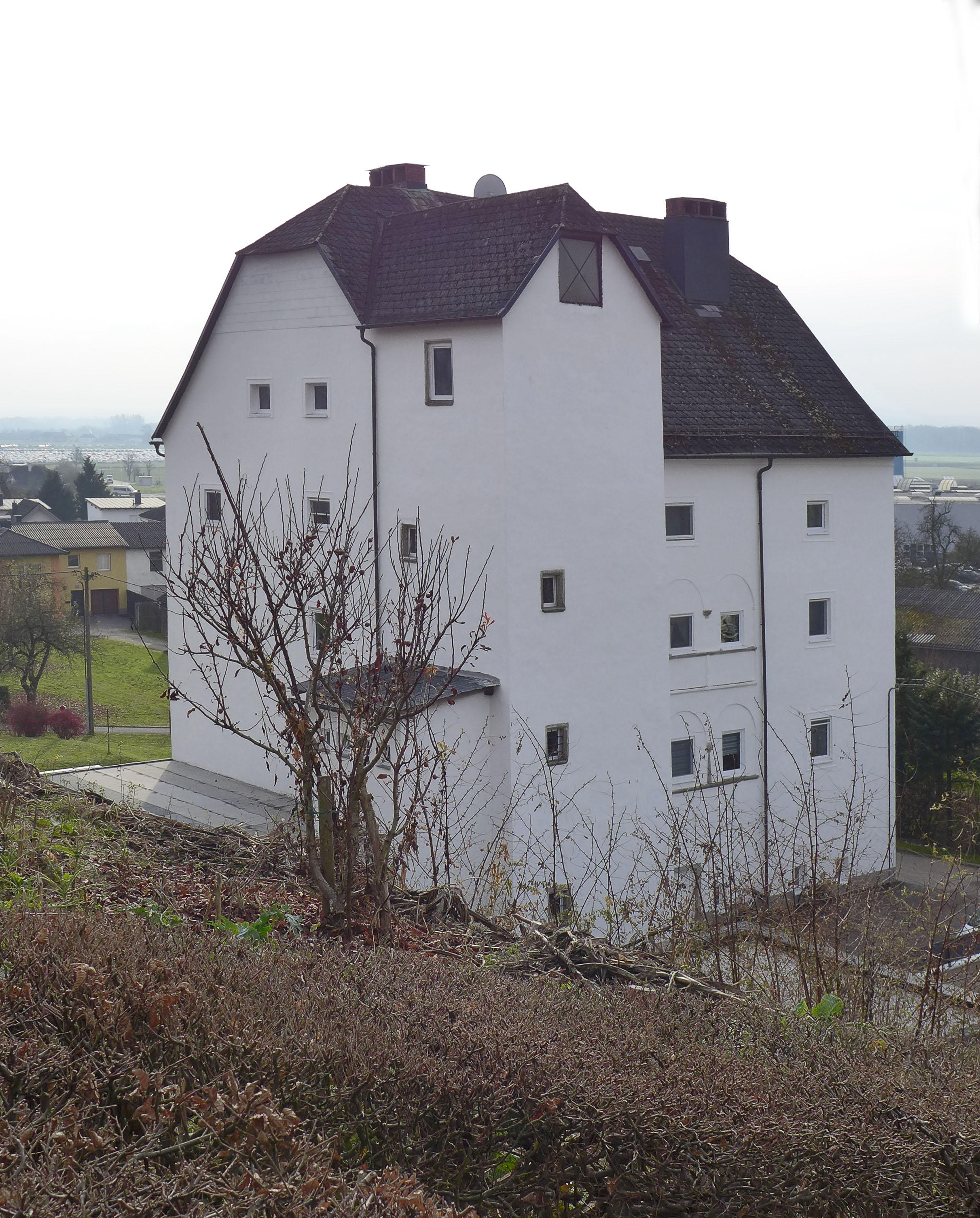
Schloss Poneggen von Norden
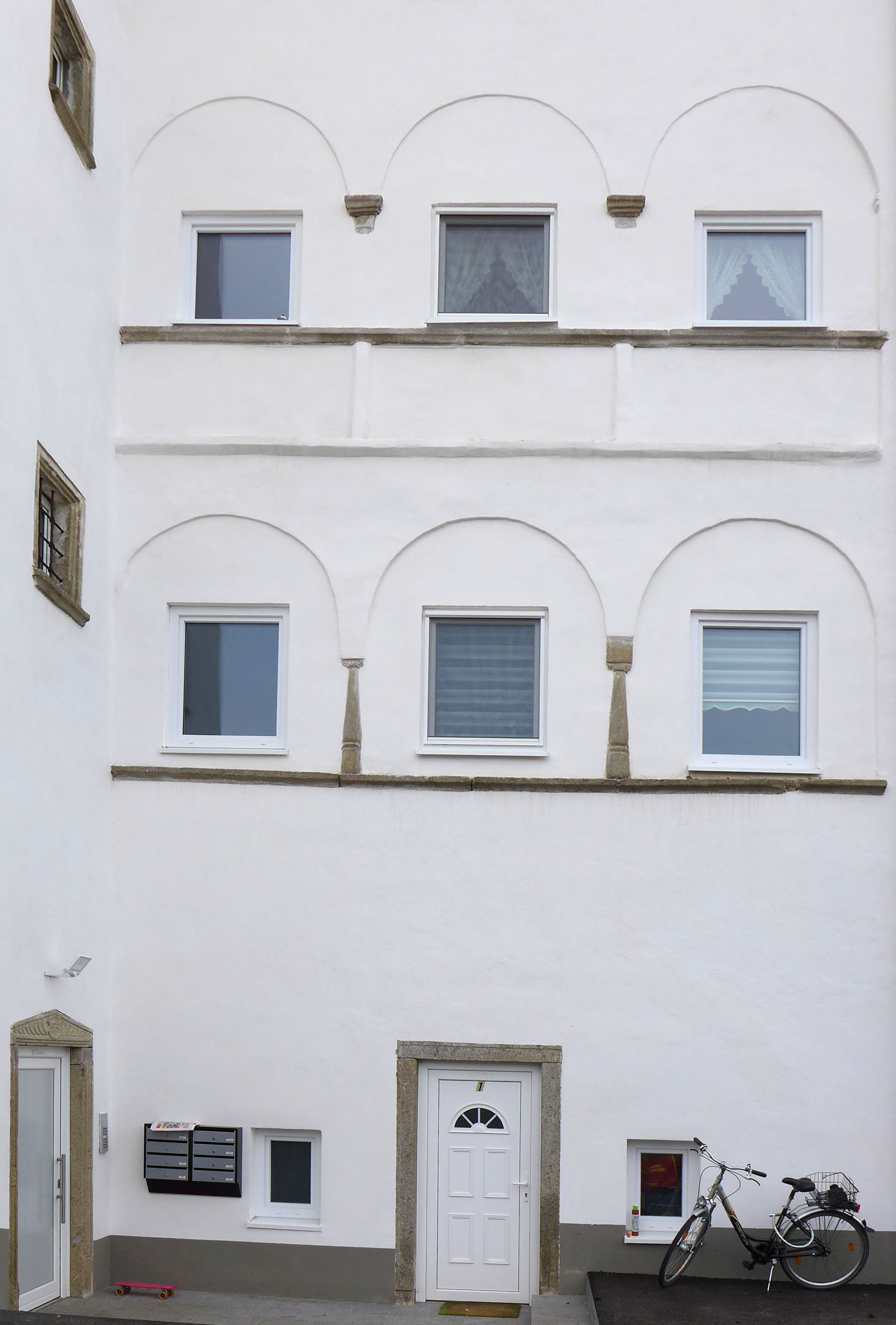
Arkadengänge im Westen. Zugemauert, mit Fenstern
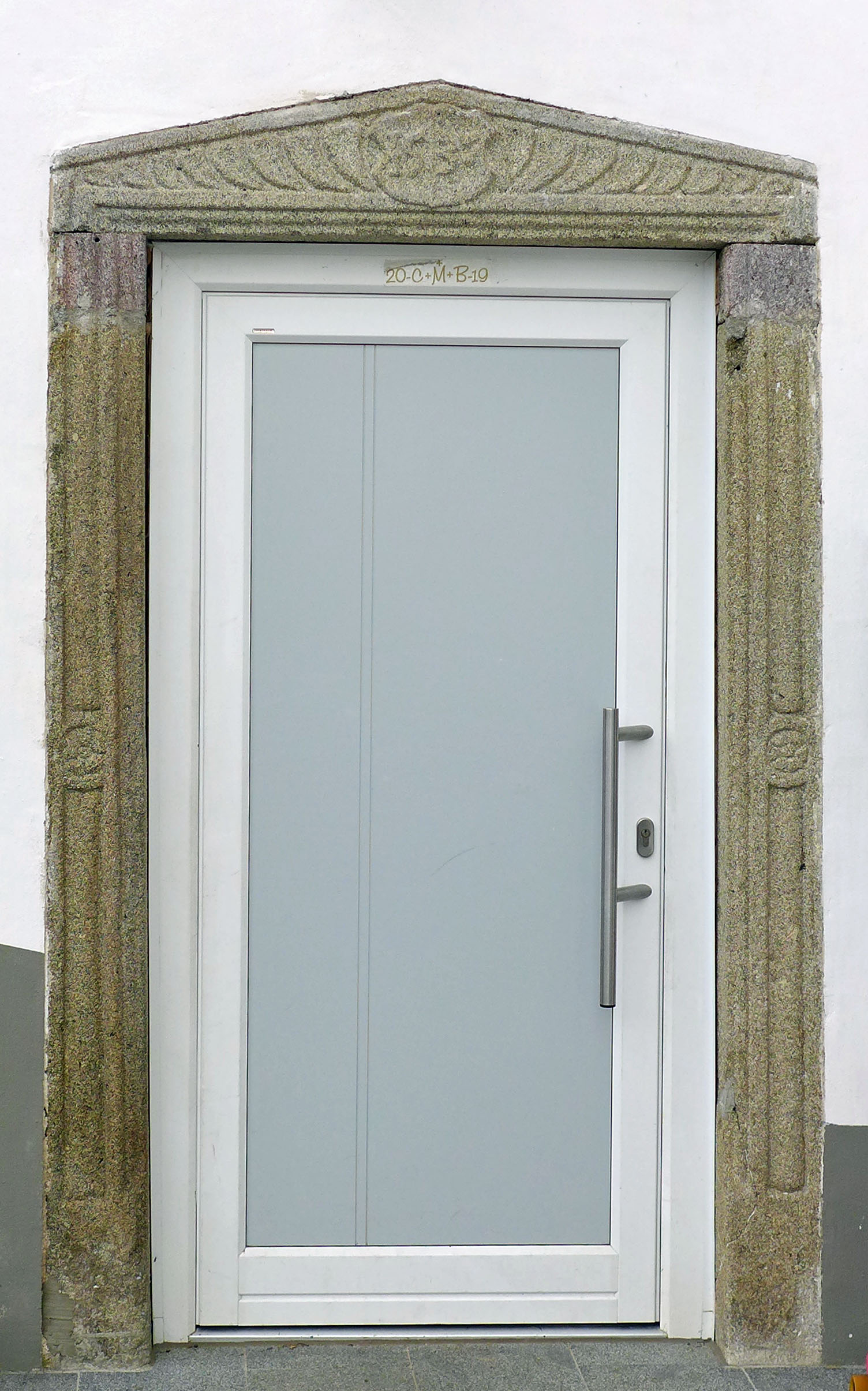
Turmeingang. Jahreszahl 1531 (unsicher lesbar)
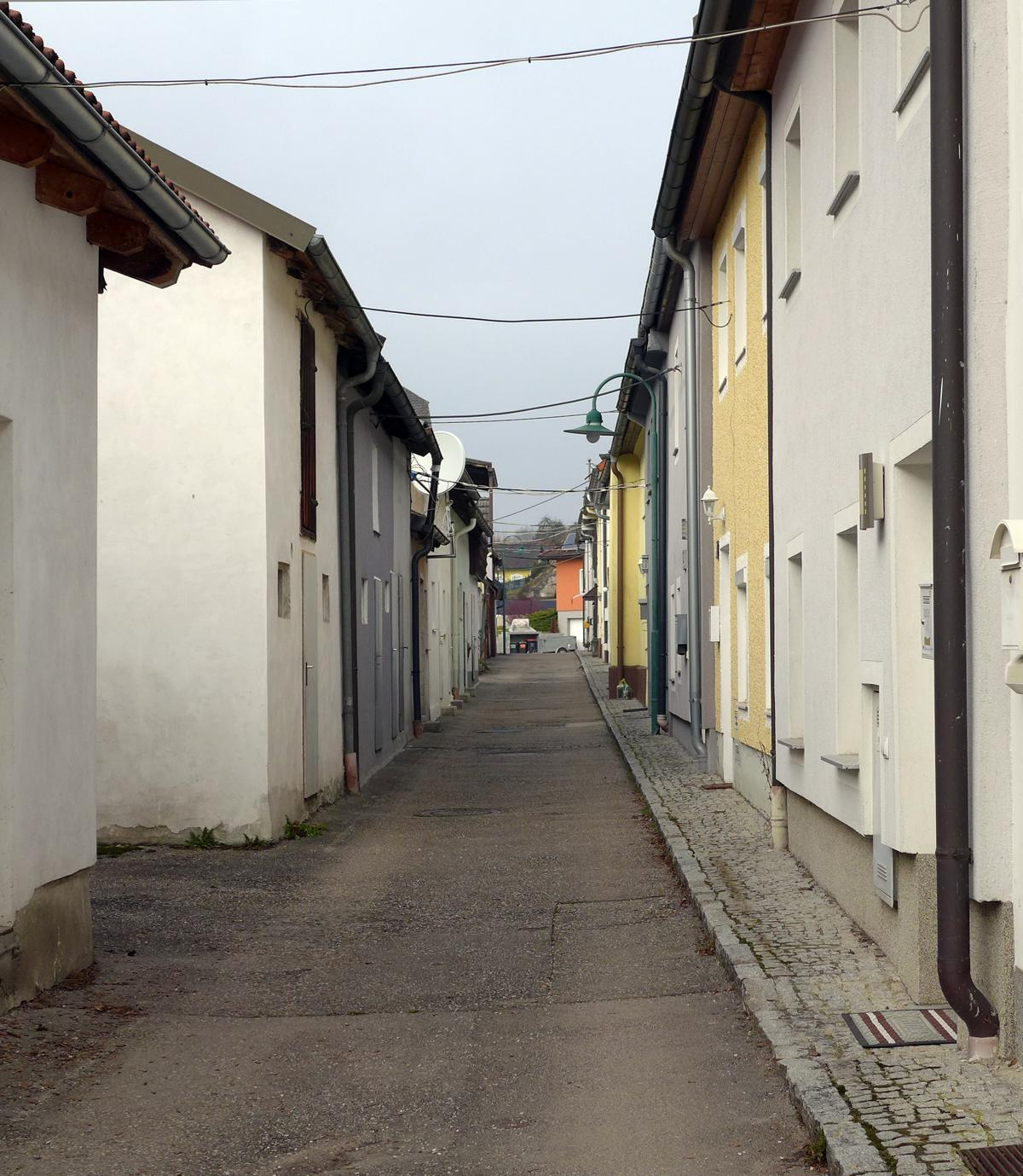
Die Häuselzeile. Arbeiterreihenhäuser der Strumpffabrik

## Name
Der Name Poneggen (Pöniken) stammt von dem altslawischen Wort Ponikva für Wasserloch.

## Strumpffabrik Poneggen
Da die Seidenraupenzucht, die die Thürheimer versuchten, sich nicht rentierte, versuchte man es mit einer Strumpffabrik. Maria Theresia erteilte 1768 das Monopol für die Erzeugnisse. 1767 zählte man 4.028 Beschäftigte, davon 2.942 Spinner, 1.086 Stricker, großteils Heimarbeiter. Für das Stammpersonal errichtete man 16 kleine Häuser in der sogenannten Häuselzeile südöstlich der Fabrik – eine der ältesten Arbeiterreihenhaussiedlungen Österreichs. Im Jahr 1774 wurde die Ennser Strumpffabrik in Schloss Lerchental übernommen und nach Poneggen transferiert. Bereits 1807 wechselte der Besitzer der Strumpffabrik Poneggen und 1818 wurde die Produktion eingestellt.